# برايان نيلسون
برايان نيلسون (بالإنجليزية: Brian Nelson)‏ هو كاتب سيناريو أمريكي، ولد في 21 أكتوبر 1958 في الولايات المتحدة.

## وصلات خارجية
- برايان نيلسون على موقع IMDb (الإنجليزية)
- برايان نيلسون على موقع ألو سيني (الفرنسية)
- برايان نيلسون على موقع أول موفي (الإنجليزية)
- برايان نيلسون على موقع قاعدة بيانات الأفلام السويدية (السويدية)
- برايان نيلسون على موقع قاعدة بيانات الفيلم (الإنجليزية)
- برايان نيلسون على موقع كينوبويسك (الروسية)